# Alfred Clifford
Alfred Hoblitzelle Clifford (St. Louis, Missouri, 11 de julho de 1908 – 27 de dezembro de 1992) foi um matemático estadunidense, conhecido pela teoria de Clifford e seu trabalho sobre semigrupos. A Alfred H. Clifford Mathematics Research Library na Universidade Tulane é nomeada em sua homenagem.
Foi palestrante convidado do Congresso Internacional de Matemáticos em Massachusetts (1950) e Vancouver (1974).

## Publicações
- Clifford, Alfred Hoblitzelle; Preston, G. B. (1961). The algebraic theory of semigroups. Vol. I. American Mathematical Society. Col: Mathematical Surveys, No. 7. Providence, R.I.: [s.n.] ISBN 978-0-8218-0272-4. MR 0132791